# Hadronema festivum
Hadronema festivum är en insektsart som beskrevs av Van Duzee 1910. Hadronema festivum ingår i släktet Hadronema och familjen ängsskinnbaggar. Inga underarter finns listade i Catalogue of Life.